# Mediolan-San Remo 2017
108. edycja wyścigu kolarskiego Mediolan-San Remo odbyła się w dniu 18 marca 2017 roku i liczyła 291 km. Wyścig figurował w rankingu światowym UCI World Tour 2017. 

## Uczestnicy
Na starcie tego klasycznego wyścigu stanęło 25 zawodowych ekip. Wśród nich znalazło się wszystkie osiemnaście ekip UCI World Tour 2017 oraz siedem innych zaproszonych przez organizatorów. 
| Numery  | Kod | Drużyna            |
| ------- | --- | ------------------ |
| 1-8     | FDJ | FDJ                |
| 11-18   | ALM | Ag2r-La Mondiale   |
| 21-28   | ANS | Androni Giocattoli |
| 31-38   | AST | Astana Pro Team    |
| 41-48   | TBM | Bahrain-Merida     |
| 51-58   | BRD | Bardiani CSF       |
| 61-68   | BMC | BMC Racing Team    |
| 71-78   | BOH | Bora-Hansgrohe     |
| 81-88   | CDT | Cannondale-Drapac  |
| 91-98   | COF | Cofidis            |
| 101-108 | GAZ | Gazprom-RusVelo    |
| 111-118 | LTS | Lotto Soudal       |
| 121-128 | MOV | Movistar Team      |

| Numery  | Kod | Drużyna                       |
| ------- | --- | ----------------------------- |
| 131-138 | NIP | Nippo-Vini Fantini            |
| 141-148 | ORS | Orica-Scott                   |
| 151-158 | QST | Quick-Step Floors             |
| 161-168 | DDD | Dimension Data                |
| 171-178 | KAT | Team Katusha-Alpecin          |
| 181-188 | TLJ | Team LottoNL-Jumbo            |
| 191-198 | TNN | Team Novo Nordisk             |
| 201-208 | SKY | Team Sky                      |
| 211-218 | SUN | Team Sunweb                   |
| 221-228 | TFS | Trek-Segafredo                |
| 231-238 | UAD | UAE Team Emirates             |
| 241-248 | WIL | Wilier Triestina–Selle Italia |

## Klasyfikacja generalna
| M-ce | Imię i nazwisko    | Kraj      | Drużyna              | Czas       |
| ---- | ------------------ | --------- | -------------------- | ---------- |
| 1.   | Michał Kwiatkowski | Polska    | Team Sky             | 7h 08' 39" |
| 2.   | Peter Sagan        | Słowacja  | Bora-Hansgrohe       | + 0"       |
| 3.   | Julian Alaphilippe | Francja   | Quick-Step Floors    | + 0"       |
| 4.   | Alexander Kristoff | Norwegia  | Team Katusha-Alpecin | + 5"       |
| 5.   | Fernando Gaviria   | Kolumbia  | Quick-Step Floors    | + 5"       |
| 6.   | Arnaud Démare      | Francja   | FDJ                  | + 5"       |
| 7.   | John Degenkolb     | Niemcy    | Trek-Segafredo       | + 5"       |
| 8.   | Nacer Bouhanni     | Francja   | Cofidis              | + 5"       |
| 9.   | Elia Viviani       | Włochy    | Team Sky             | + 5"       |
| 10.  | Caleb Ewan         | Australia | Orica-Scott          | + 5"       |
|      |                    |           |                      |            |
| 64.  | Łukasz Wiśniowski  | Polska    | Team Sky             | + 1' 35"   |
| 74.  | Maciej Bodnar      | Polska    | Bora-Hansgrohe       | + 3' 52"   |
| 122. | Tomasz Marczyński  | Polska    | Lotto Soudal         | + 5' 24"   |